# Dominique Joseph Mathieu
Dominique Joseph Mathieu O.F.M Conv. (nascut el 13 de juny de 1963 a Arlon) és un cardenal i arquebisbe catòlic belga, que és arquebisbe de Teheran-Ispahan des del 8 de gener de 2021.

## Biografia
Dominique Joseph Mathieu va néixer a Arlon el 13 de juny de 1963.

### Formació i ministeri sacerdotal
Després dels estudis de batxillerat, ingressà a l'orde dels Frares Menors Conventuals. El 23 de setembre de 1984 va fer la seva professió simple i el 20 de setembre de 1987 la seva professió solemne.
El 24 de setembre de 1989 va ser ordenat sacerdot a Damme. Posteriorment esdevingué promotor vocacional; secretari, vicari i ministre provincial de la província belga del seu orde, esdevenint delegat general després de la unificació amb la província de França; rector del santuari nacional de Sant Antoni de Pàdua a Brussel·les i director de la confraria relacionada i president de dues associacions diferents sense ànim de lucre vinculades a la presència dels Frares Menors Conventuals a Bèlgica, amb funcions de responsabilitat a l'escola catòlica de Landen. També va ser president de la Federació Centreeuropea dels Frares Menors Conventuals i membre de la comissió internacional per a l'economia de la seva Orde.
El 2013 es va traslladar al Líban i va ser incardinat a la Custòdia Provincial d'Orient i Terra Santa. Va exercir de secretari de custodia, formador, mestre de novicis i rector de postulants i candidats.
L'any 2019 va ser elegit Definidor General i Assistent General de la Federació Centreeuropea dels Frares Menors Conventuals.

### Ministeri episcopal
El 8 de gener de 2021, el papa Francesc el va nomenar arquebisbe de Teheran-Ispahan Va rebre l'ordenació episcopal el 16 de febrer següent, festivitat litúrgica de Santa Maruta, patrona de l'Iran, a la Basílica dels Sants Dotze Apòstols de Roma de la mà del cardenal Leonardo Sandri, prefecte de la congregació per a les Esglésies Orientals, co-consagrant el cardenal Mauro Gambeti i l'arquebisbe emèrit d'Ispahan Ignazio Bedini.
El novembre del mateix any va arribar a l'Iran.

### Cardenalat
El 6 d'octubre de 2024, el papa Francesc, al final de l'Angelus dominical, va anunciar la seva creació com a cardenal en el consistori del 7 de desembre següent, on va rebre el títol de Santa Giovanna Antida Thouret.
L'11 de gener de 2025 va ser nomenat membre del Dicasteri per a les Causes dels Sants.
Parla francès, anglès, italià, holandès i alemany i va estudiar àrab literari a Brussel·les i al Líban.